# Diego Clemencín
Diego Clemencín y Viñas (Murcia, 27 de septiembre de 1765-Madrid, 30 de julio de 1834), escritor, cervantista y político español. Diputado por Murcia en las Cortes de Cádiz, en la legislatura de 1813-1814, y de nuevo en 1821-1822, presidió la Cámara del 28 de noviembre de 1821 al 27 de diciembre del mismo año. Prócer del Reino en 1834-1835.

## Biografía
Su padre descendía de franceses. Inició sus estudios en Murcia gracias a una beca en el Seminario Mayor de San Fulgencio, donde estudió filosofía, teología y jurisprudencia y tradujo varias epístolas del griego. Tras acabar sus estudios, obtuvo el puesto de catedrático de filosofía en el propio Colegio. 
Marchó a Madrid en 1788 para trabajar como preceptor de los hijos de la duquesa de Benavente y el de Osuna; viajó a París y al volver abandonó la carrera eclesiástica. Contraerá matrimonio con Dámasa Soriano de Velasco en 1798. Fue nombrado académico de la Historia y de la Lengua. Publicó Lecciones de gramática y ortografía castellana y un Examen y juicio de la descripción geográfica de España atribuida al moro Rasis, que fue su discurso de entrada en la Real Academia de la Historia, leído el 12 de septiembre de 1800. En 1805 editó su Biblioteca de libros de caballerías en varios tomos. Fue nombrado redactor de la Gaceta el 7 de enero de 1807 y se encargó de la misma hasta la invasión francesa. Como desde la Gaceta oficial y el Mercurio promovió el levantamiento contra el general Murat que acabó en el 2 de mayo, huyó a una finca suya de Guadalajara, llamada "El Sargal", y para distraerse se inició en la lectura y los comentarios de El Quijote. De allí fue llamado a Cádiz en 1810 para redactar la Gaceta de la Regencia y ocupar distintos puestos; fue nombrado oficial de la secretaría de gobernación el 23 de agosto de 1812. El 30 de marzo de 1813 obtuvo su acta de diputado por Murcia. 
Diego Clemencín redactó por entonces distintos proyectos generales de Instrucción pública (como el Informe Quintana) que se presentaron a las distintas legislaturas sin que en la práctica entraran en vigor, hasta que el 7 de noviembre de 1822 se inauguró la Universidad Central de Madrid.
Tras el regreso del absolutismo fue despojado de sus cargos hasta que Rafael del Riego hace triunfar la revolución en 1820 y en 1822 vuelve a ser diputado por Murcia. Ese año Francisco Martínez de la Rosa le llamó para el ministerio de Ultramar, cartera que ocupó del 13 al 22 de marzo de 1822, hasta la formación del gobierno de Evaristo San Miguel. Presidió las Cortes del 28 de noviembre de 1821 al 27 de diciembre del mismo año. Fue desterrado de Madrid y no pudo regresar hasta 1827. A la muerte de Fernando VII fue nombrado bibliotecario mayor y el 23 de junio de 1834 fue elegido prócer del reino; murió ese mismo año a causa de la epidemia de cólera que afligió Madrid. En sus últimos años se había retirado a una hacienda próxima a Madrid donde dio cima a sus 5.554 notas explicativas de Don Quijote, pero murió sin ver publicada su obra en su totalidad.
Diego Clemencín fue un cervantista ferviente y no abandonó el comentario de la mayor obra de Cervantes hasta la misma fecha de su muerte; en vida suya comenzó a editarse una versión comentada por él de Don Quijote, primera de las ediciones clásicas, en 6 vols., (1833-1839), de la cual los dos últimos fueron elaborados por sus hijos con sus notas y editados póstumos; en ella destacan sus muy eruditos comentarios, auténtica mina de información; solamente flaquea en la parte filológica, como bien supo ver el filólogo y gramático Juan Calderón, que en su Cervantes vindicado en 115 pasajes, corrección de las correcciones ope ingenii que impuso Clemencín al texto de la obra desde criterios fundados en la inteligencia material del texto y el usus scribendi del Siglo de Oro. La crítica de Clemencín interpretó de forma ahistórica el texto, siempre desde postulados neoclásicos excesivamente idealizantes, por lo cual creyó que el texto estaba a veces descuidado y mal escrito, sin notar las transposiciones frecuentes en la lengua de la época.